# Jean-Baptiste Bernardin
Pour les articles homonymes, voir bernardin.
Jean-Baptiste Bernardin est un homme politique français né le 16 octobre 1764 à Melle et mort à une date inconnue.

## Biographie
Avocat sous l'Ancien Régime, il est président de district et administrateur du département des Deux-Sèvres sous la Révolution. Il est nommé conseiller de préfecture sous le Consulat, administrateur des biens du maréchal Murat, puis procureur impérial à Bressuire. Il est député des Deux-Sèvres en 1815, pendant les Cent-Jours. Il est ensuite conseiller à la cour d'appel de Poitiers.

## Pour approfondir